# إريكا مولر
إريكا مولر هي لاعبة كرلنغ سويسرية، ولدت في القرن العشرين.

## وصلات خارجية
- إريكا مولر على موقع الاتحاد الدولي للكرلنغ (الإنجليزية)